# Skinner Saddle
Skinner Saddle är ett bergspass i Antarktis. Det ligger i Östantarktis. Australien gör anspråk på området. Skinner Saddle ligger 1 148 meter över havet.
Terrängen runt Skinner Saddle är kuperad åt sydväst, men åt nordost är den platt. Skinner Saddle ligger uppe på en höjd. Trakten är obefolkad. Det finns inga samhällen i närheten. 